# 潘帕拉托
潘帕拉托（義大利語：Pamparato），是意大利库内奥省的一个市镇。总面积35平方公里，人口352人，人口密度10.1人/平方公里（2009年）。ISTAT代码为004159。